# John Turnbull
John Turnbull va ser un comerciant anglès dels Mars del Sud del segle xix. Junt amb el capità John Buyers (o Byers) del Margaret va ser el primer a establir la ruta comercial entre Sydney i Tahití que va permetre el proveïment de la colònia de Nova Gal·les del Sud, el primer a comerciar amb les perles negres de les Tuamotu, on va descobrir tres atols. Va conèixer els reis Pomare I i Pomare II de Tahití, i Kamehameha I de Hawaii, i va escriure un relat dels seus viatges de gran valor històric i antropològic.
Turnbull i Buyers van servir com a segon i primer oficials, respectivament, del Barwell en el seu viatge a la Xina, el 1799. Es van adonar del lucratiu comerç de pells amb el litoral del nord-oest americà i en el seu retorn a Londres van convèncer diferents mercaders per organitzar una empresa comercial. Van comprar el Margaret, un vaixell nou de 150 tones, amb John Buyers de capità i John Turnbull de sobrecàrrec com a representant de la societat.
Van partir de Portsmouth l'1 de juliol de 1800. Després de passar per Madeira, Brasil i el Cap de Bona Esperança, van arribar a Sydney, on hi van estar vuit mesos, i deu mesos més a l'illa Norfolk, on van comprovar les dificultats de proveïment de la nova colònia.
L'agost del 1802 van partir cap a Tahití. Van intentar negociar a les illes de la Societat, però van ser atacats a Raiatea i van posar rumb cap a les illes Hawaii per proveir-se de sal. Després de visitar diverses illes en el moment en què Kamehameha I estava estenent el seu poder, a principis del 1803 van tornar cap a Tahití.
En el camí de Hawaii a Tahití van visitar diversos atols de les Tuamotu on van descobrir Faaite, Phillip's Island (Makemo) i Holt's Island (Taenga) a més de redescobrir Margaret's Island (Nukutepipi). A Makemo va entrar a la llacuna i va establir contacte amb els natius que tenien fama de caníbals per les dures condicions de supervivència. Va intercanviar quincalla per collars de perles negres i Turnbull va adonar-se que eren abundants i podia ser un bon negoci.
A Tahití, Turnbull va instal·lar un establiment per comprar porcs i salar-los amb el carregament que havien portat de Hawaii. Mentrestant, John Buyers va partir amb el Margaret a les illes veïnes per proveir-se de porcs i perles. Al cap de dos mesos no es tenien notícies del que havia de ser un viatge de tres setmanes. El Margaret havia embarrancat en uns esculls a Arutua, a les illes Palliser. Buyers i els disset tripulants van construir un rai amb les restes del vaixell i van aconseguir tornar a Tahití en un viatge penós de cinc dies.
Durant cinc mesos es van estar a Tahití, fent amistat amb el rei Pomare II i el regent Pomare I. Turnbull va ser unes anotacions interessants de la història de l'illa d'aquesta època i de costums no observats fins aleshores.
El 2 de setembre del 1803, Turnbull, amb tres companys més i alguns tahitians, van aconseguir embarcar-se en el Dart, capità Mc Lennan, un vaixell de pas cap a Sydney, mentre que la resta de la tripulació va preferir quedar-se. El 16 de març del 1804 Turnbull i Buyers s'embarcaven en el Calcutta per tornar a Anglaterra després de quatre anys.
L'empresa comercial va ser un fracàs financer, però l'exemple va ser seguit immediatament per la família reial tahitiana que va establir una ruta comercial regular entre Tahití i Sydney, i per la hawaiana que ho va fer entre Hawaii i Tahití.
L'any següent Turnbull va publicar el relat del seu viatge A Voyage Round the World in the Years 1800, 1801, 1802, 1803 and 1804; in which the autor visited the Principal Islands in the Pacific Ocean (Londres, 1805), ampliat en una segona edició de 1813, amb una important informació sobre Tahití i Hawaii.

## Ruta del vaitge
Ruta del viatge del Margaret, i posterior retorn després de perdre'l. En cursiva els noms originals.
- Portsmouth (Anglaterra), 1 de juliol de 1800
- Madeira, 17 juliol
- Salvador (Brasil)
- Ciutat del Cap, 7 de novembre a 7 de desembre de 1800
- Sydney (Austràlia), 27 de desembre a 25 d'agost de 1801
- Illa Norfolk, fins al 9 d'agost de 1802
- Illes de la Societat
  - Maitia (Mehetia), 23 de setembre
  - Otaheite (Tahití), 24 de setembre
  - Huaheine (Huahine), novembre
  - Ulietea (Raiatea), on són atacats
  - Bollabolla (Bora Bora)
  - Maura (Maupiti)
- Sandwich Islands (Illes Hawaii)
  - Whahoo (Oahu), 17 de desembre de 1802
  - Attowai (Kauai), 26 de desembre
  - Onehow (Niihau)
  - Owhyhee (Hawaii), fins al 21 de gener de 1803
- Tuamotu
  - Margaret's Island (Nukutepipi), 6 març
  - Phillip's Island (Makemo) i Holt's Island (Taenga), 10 març
  - Faaite
  - Matia (Makatea), 20 de març
- Otaheite (Tahití), 21 de març fins al 2 de setembre de 1803.
- Friendly Islands (Tonga)
  - Eoa ('Eua)
- Illa Norfolf
- Sydney, fins al 16 de març de 1804.
- Spithead (Anglaterra), 22 de juliol de 1804.